# Bredatjärnen (Härryda socken, Västergötland)
Bredatjärnen är en sjö i Härryda kommun i Västergötland och ingår i Kungsbackaåns huvudavrinningsområde. Sjön är 10,1 meter djup, har en yta på 0,045 kvadratkilometer och är belägen 110 meter över havet.